# Oshikoto
Oshikoto ist eine der 14 Regionen von Namibia. Die Fläche beträgt 26.607 km² auf der 257.000 (Stand 2023) Menschen leben. Oshikoto ist Teil des bevölkerungsreichen Nordens der Republik; die Hauptstadt der Region ist seit dem 18. August 2008 Omuthiya, welche am selben Tag den Status einer Stadt erhielt. Bis dahin war die Bergbaustadt Tsumeb Hauptstadt der Region.

## Geographie
Im größten Teil des Gebietes sind die Verkehrswege gut: Die Nationalstraße B1 führt durch die Region und verbindet den Norden mit dem Süden. Das funkbasierte Kommunikationsnetz des Landes ist auf Tsumeb beschränkt, aber Telekommunikation ist in der ganzen Region bis Oshakati dank eines kürzlich verlegten Glasfaserkabels möglich.

## Bevölkerung
Laut der Volkszählung 2011 sprechen 86,2 Prozent der Einwohner der Region Oshivambo als Hauptsprache. Es folgen Khoekhoegowab mit 5,7 Prozent und Afrikaans mit 2,3 Prozent. 0,2 Prozent der Einwohner nutzen Deutsch als Hauptsprache.

## Verwaltung

Wahlkreise in Oshikoto

Oshikoto gliedert sich in 11 Wahlkreise:
1. Eengodi
2. Guinas
3. Nehale IyaMpingana
4. Okankolo
5. Olukonda
6. Omuntele
7. Omuthiya
8. Onayena
9. Oniipa
10. Onyaanya
11. Tsumeb

Zudem finden sich (Stand Dezember 2015) in der Region drei Lokalverwaltungen:
- Omuthiya
- Oniipa
- Tsumeb

## Wirtschaft
Hauptsächlicher Wirtschaftszweig im nördlichen Teil der Region ist der Ackerbau, während im südlichen Teil vor allem die Viehhaltung und der Bergbau vorherrschen. Historisches und kulturelles Bindeglied zwischen beiden Regionen ist das Volk der Ndonga, das in Tsumeb seit frühester Zeit Kupfererz abbaute und daraus Ringe und Werkzeuge herstellte.
Omahangu ist die hauptsächlich angebaute Getreidesorte im Norden, während im Gebiet von Mangetti und Tsumeb Rinderzucht betrieben wird. Obwohl die Tsumeb Mine nur für einen begrenzten Zeitraum ausbeutbar ist, so sorgt sie doch gemeinsam mit den ihr verbundenen unterstützenden Industrien und dem Dienstleistungsgewerbe für einen Aufschwung der Kommunen in der Region.